# Fábrica de San Pedro
La Fábrica de San Pedro (en latín Reverenda Fabrica Sancti Petri) es un ente creado expresamente para la gestión del conjunto de las obras necesarias para la realización arquitectónica y artística de la Basílica de San Pedro en el Vaticano. En la actualidad, según la constitución apostólica Praedicate Evangelium del papa Francisco, la Fábrica de San Pedro se ocupa de todo lo relacionado con la Basílica Papal de San Pedro, tanto para la conservación y el decoro del edificio, como para la disciplina interna de los custodios, de los peregrinos y de los visitantes.
El actual presidente es el cardenal italiano Mauro Gambetti, nombrado por Francisco.

## Historia
Fue creada en 1523 por el papa Clemente VII. La Fábrica de San Pedro fue instituida como una comisión para encargarse de la supervisión de las obras de la Basílica Vaticana.
En 1589, el papa Sixto V pasó la presidencia de La Fábrica al arcipreste de la Basílica de San Pedro. El papa Clemente VIII cambio la comisión por un órgano colegial denominado Congregazione della Reverenda Fabbrica di San Pietro, que seguía asumiendo las mismas funciones que la antigua comisión. En 1863, el papa Pío IX suprimió la congregación, pasando a la Congregación del Concilio.
En 1908, Pío X, redujo las funciones de la congregación y en 1967, con la reforma de la Curia de Pablo VI, la Congregación fue suprimida.
En 1988, Juan Pablo II mediante la Constitución Apostólica Pastor Bonus estableció que la Fábrica de San Pedro "continuara ocupándose de todo lo que se refiere a la Basílica del Príncipe de los Apóstoles en lo relativo a la conservación y al decoro del edificio, a la disciplina interna de los custodios y de los peregrinos que visitan el templo”.
En 2013, Francisco, mediante la constitución apostólica Praedicate Evangelium, estableció que la Fábrica de San Pedro "se ocupa de todo lo relacionado con la Basílica Papal de San Pedro, que custodia la memoria del martirio y la tumba del Apóstol, tanto para la conservación y el decoro del edificio, como para la disciplina interna de los custodios, de los peregrinos y de los visitantes".

## Presidentes de la Fábrica de San Pedro
- Mario Mattei (11 de marzo de 1843-7 de octubre de 1870)
- Paolo Marella (14 de agosto de 1961-8 de febrero de 1983)
- Aurelio Sabattani (8 de febrero de 1983-1 de julio de 1991)
- Virgilio Noè (1 de julio de 1991-24 de abril de 2002)
- Francesco Marchisano (24 de abril de 2002-28 de agosto de 2004)
- Angelo Comastri, (5 de febrero de 2005-20 de febrero de 2021)
- Mauro Gambetti (20 de febrero de 2021-actualidad)

## Origen de expresiones
El emplazamiento de la inmensa obra de la basílica no pasó desapercibido en la cultura popular romana y fuera de ella. Cuando pasaban los materiales al sitio de construcción por la aduana no tenían el deber de pagar ninguna tarifa. Esto dio origen a la expresión en latín: A.U.F. (Es decir, ad usum Fabrice -a saber, la intención-" para ser utilizado en la fábrica , " implicación de San Pedro) . En la tradición popular romana nació la forma verbal "auffo" o "auffa", utilizada en Roma y en muchas otras localidades italianas que formaban parte del Estado Pontificio, para indicar a alguien que quiere obtener servicios o bienes de modo gratuito. 
Del mismo modo, incluso hoy en día, cuando hablamos de una obra en permanente proceso de construcción, se acostumbra a compararlo con San Pedro.